# ナティ物語
ナティ物語（The Journey of Natty Gann）は、1985年のアメリカ合衆国のアドベンチャー映画。

## あらすじ
1935年。男勝りな性格の少女ナティは父親のソルと共にシカゴで暮らしていた。大恐慌によって失業したソルがようやく見つけた仕事は、なんとワシントン州での樹木の伐採作業であり、バスの切符も一人分しか貰えなかった。ソルはバスの出発時間前にナティに会うことができず、宿屋のコニーに面倒を見てもらうよう頼んだ後、置手紙を残して出て行ってしまう。
「都合がついたら呼ぶ」と書かれていた置手紙を読んだナティは、父親からの連絡を待つが一向にその気配はなく、またコニーもナティの面倒をまともに見る気はなく孤児院に引き取ってもらおうと電話をかける始末であった。その電話を盗み聞きしたナティは宿屋を飛び出し、自分から父親に会いに行くことにする。

## キャスト
| 役名             | 俳優                         | 日本語吹替  | 日本語吹替  |
| 役名             | 俳優                         | 日本語吹替1 | 日本語吹替2 |
| ---------------- | ---------------------------- | ----------- | ----------- |
| ナティ・ガン     | メレディス・サレンジャー     | 津村まこと  | 坂本真綾    |
| ハリー           | ジョン・キューザック         | 森川智之    |             |
| ソル・ガン       | レイ・ワイズ                 | 谷口節      | 池田勝      |
| コニー           | レイニー・カザン             | 一城みゆ希  |             |
| シャーマン       | スキャットマン・クローザース | 佐々木梅治  | 島香裕      |
| パーカー         | バリー・ミラー               |             | 檀臣幸      |
| 伐採屋の現場監督 | ジョン・フィネガン           |             | 宝亀克寿    |
| パーカーの仲間   | グラント・ヘスロヴ           |             |             |
| 農夫             | フランク・C・ターナー        | 仲野裕      | 辻親八      |
| 農夫の妻         | バーナ・ブルーム             |             | 磯辺万沙子  |
| チャーリー       | ブルース・M・フィッシャー    |             | 島香裕      |

- 日本語吹替1：ディズニー・チャンネルで放送。初回放送日は2004年4月10日。

その他声の出演︰糸博、仲野裕、藤貴子、佐久田修、土田大、福田信昭、宝亀克寿、水野龍司、石波義人、伊藤和晃
演出：向山宏志、翻訳：前田美由紀、録音制作：ケイエスエス、制作：Disney Character Voices International, Inc.
- 日本語吹替2：ディズニーデラックス（現：Disney+）で配信。